# Joris Segonds
Pour les articles homonymes, voir Segonds.
Pas d'image ? Cliquez ici

a Compétitions nationales et continentales officielles uniquement.

b Matchs officiels uniquement.
Dernière mise à jour le 15 juillet 2025.
Joris Segonds,  né le 6 avril 1997 à Decazeville (Aveyron), est un joueur international français de rugby à XV. Formé au Stade aurillacois, où il a évolué avec l'équipe professionnelle pendant trois saisons, il évolue ensuite au Stade français Paris puis à l'Aviron bayonnais au poste de demi d'ouverture.

## Biographie
Formé à l'école de rugby du Rugby bassin ouest Aveyron, puis au SC Decazeville où il passe dix années, Joris Segonds arrive en 2013 au Stade aurillacois, alors âgé de 15 ans,.
Initialement formé au poste de pilier, Joris Segonds est replacé à l'ouverture à son arrivée à Aurillac, c'est à ce poste qu'il fait ses débuts et s'impose comme un élément fort de son équipe. Il joue sa dernière saison avec le Stade aurillacois en 2018-2019, durant laquelle il prend part à 28 rencontres dont 23 titularisations. Il est alors l'un des leaders de son équipe.
En juin 2019, il rejoint le Stade français Paris à l'âge de 22 ans, où il signe un contrat de trois ans. De nationalité française, Segonds n'a pas connu de sélection avec les équipes de jeunes françaises, et est en revanche éligible pour la sélection espagnole, la Fédération espagnole lui ayant même fait de l'appel du pied via son coéquipier au Stade français Thierry Futeu en début d'année 2020.
À l'issue de la saison 2022-2023, durant laquelle son club est éliminé en barrage par le Racing 92, il termine meilleur réalisateur du Top 14 avec 245 points inscrits, devançant Finn Russell et Antoine Hastoy.
En avril 2024, il s'engage pour cinq ans à l'Aviron bayonnais à compter de la saison 2024-2025.
À l'issue de la saison 2023-2024, au mois de juin, il est retenu en équipe de France dans une liste de trente-deux joueurs pour préparer la tournée d'été en Argentine. Cette liste est marquée par l'absence des cadres habituels et la présence de nombreux joueurs sans sélections. Le 10 juillet, il joue sous le maillot national face à l'Uruguay, dans une rencontre non capée disputée par l'équipe de France développement.
Le 24 juin 2025, il est retenu dans un groupe de 37 joueurs pour préparer la tournée d'été en Nouvelle-Zélande. Joris Segonds honore sa première sélection officielle lors de la première rencontre face aux All Blacks le 5 juillet 2025.  

## Statistiques en équipe nationale
Au 15 juillet 2025, Joris Segonds compte 2 capes en équipe de France, dont 2 en tant que titulaire, depuis le 5 juillet 2025 contre la Nouvelle-Zélande.
| Année | Compétition | Matchs | Points | Essais | Pén. | Tr. | Drops |
| ----- | ----------- | ------ | ------ | ------ | ---- | --- | ----- |
| 2025  | Test matchs | 2      | 3      | -      | 1    | -   | -     |
| Total | Total       | 2      | 3      | 0      | 0    | 0   | 0     |

## Palmarès
- Meilleur réalisateur du Championnat de France en 2023 (245 points).